# Gare de Tychy
La gare de Tychy (en polonais: Tychy stacja kolejowa) est une gare située sur le territoire de la ville de Tychy, en Pologne.